# Powiat żagański
Powiat żagański är ett distrikt (powiat) i västra Polen, beläget i södra delen av Lubusz vojvodskap. Huvudort och största stad är Żagań. Distriktet hade 82 287 invånare år 2012.

## Administrativ kommunindelning
Distriktet omfattar sammanlagt nio kommuner (gminy), varav två stadskommuner, tre stads- och landskommuner och fyra landskommuner.

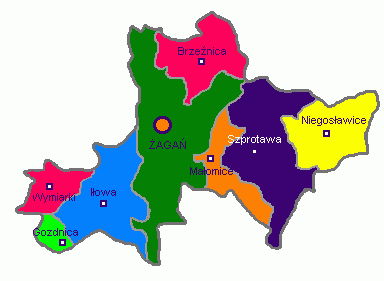
Kommunindelning

### Stadskommuner
Följande kommuner utgörs endast av en stad och omfattar huvudsakligen tätorten:
- Gozdnica
- Żagańs stad (distriktshuvudort)

### Stads- och landskommuner
Följande kommuner utgörs av en stad med omgivande landsbygd och småorter:
- Iłowa
- Małomice
- Szprotawa

### Landskommuner
Följande kommuner saknar städer:
- Brzeźnica
- Niegosławice
- Wymiarki
- Gmina Żagań, Żagańs landskommun